# Martín Alaníz
Diego Martín Alaníz Ávila (Melo, 19 febbraio 1993) è un calciatore uruguaiano, attaccante del Blooming.

## Caratteristiche tecniche
È un'ala sinistra.

## Palmarès

### Competizioni nazionali
- Supercopa MX: 1

Monarcas Morelia: 2014

### Competizioni statali
- Campionato Catarinense: 1

Chapecoense: 2016